# ليزا غودارد
ليزا غودارد (بالإنجليزية: Liza Goddard)‏ هي ممثلة بريطانية، ولدت في 20 يناير 1950 في Smethwick ‏ في المملكة المتحدة.

## وصلات خارجية
- ليزا غودارد على موقع IMDb (الإنجليزية)
- ليزا غودارد على موقع ميوزك برينز (الإنجليزية)
- ليزا غودارد على موقع أول موفي (الإنجليزية)
- ليزا غودارد على موقع قاعدة بيانات الفيلم (الإنجليزية)
- ليزا غودارد على موقع كينوبويسك (الروسية)